# قالا گاوورو
قالا گاوورو نام ترکمان‌های مسیحی عراق می‌باشد، به طور تخمینی ۳۰٬۰۰۰ نفر از قالا گاووروها در کرکوک زندگی می‌کنند.